# Cyrnus
Cyrnus – chruścik (Insecta: Trichoptera) z rodziny Polycentropodidae. Larwy żyją w jeziorach (limnal) w strefie elodeidowej.
Larwy są drapieżne, zjadają drobne organizmy wodne, budują lejkowate sieci łowne, połączone z mieszkalną norką. Sieć zbudowana jest z nici jedwabnych. Postacie doskonałe (imago) spotykane są w pobliżu jezior, aktywne wieczorem i w nocy, przylatują do światła.
W podobnym siedlisku (jeziora, strefa elodeidów) zamieszkują także larwy z rodzaju Holocentropus, w pokroju zewnętrznym bardzo podobne do larw z rodzaju Cyrnus, różnią się ubarwieniem głowy oraz haczykowatymi zadziorami na pazurkach odnóży analnych. U larw z rodzaju Cyrnus występują wgłębienia (piłkowanie) na pazurkach odnóży analnych, u Holocentropus – brak ich.
Podobnie jak u Cyrnus ubarwione głowy mają larwy z rodzaju Polycentropus, lecz żyją one w rzekach.
W Polsce występują następujące gatunki:
- - Cyrnus crenaticornis (Kolenati, 1859)
  - Cyrnus flavidus McLachlan, 1864
  - Cyrnus insolutus McLachlan, 1878
  - Cyrnus trimaculatus (Curtis, 1834)